# Westfal-Larsen

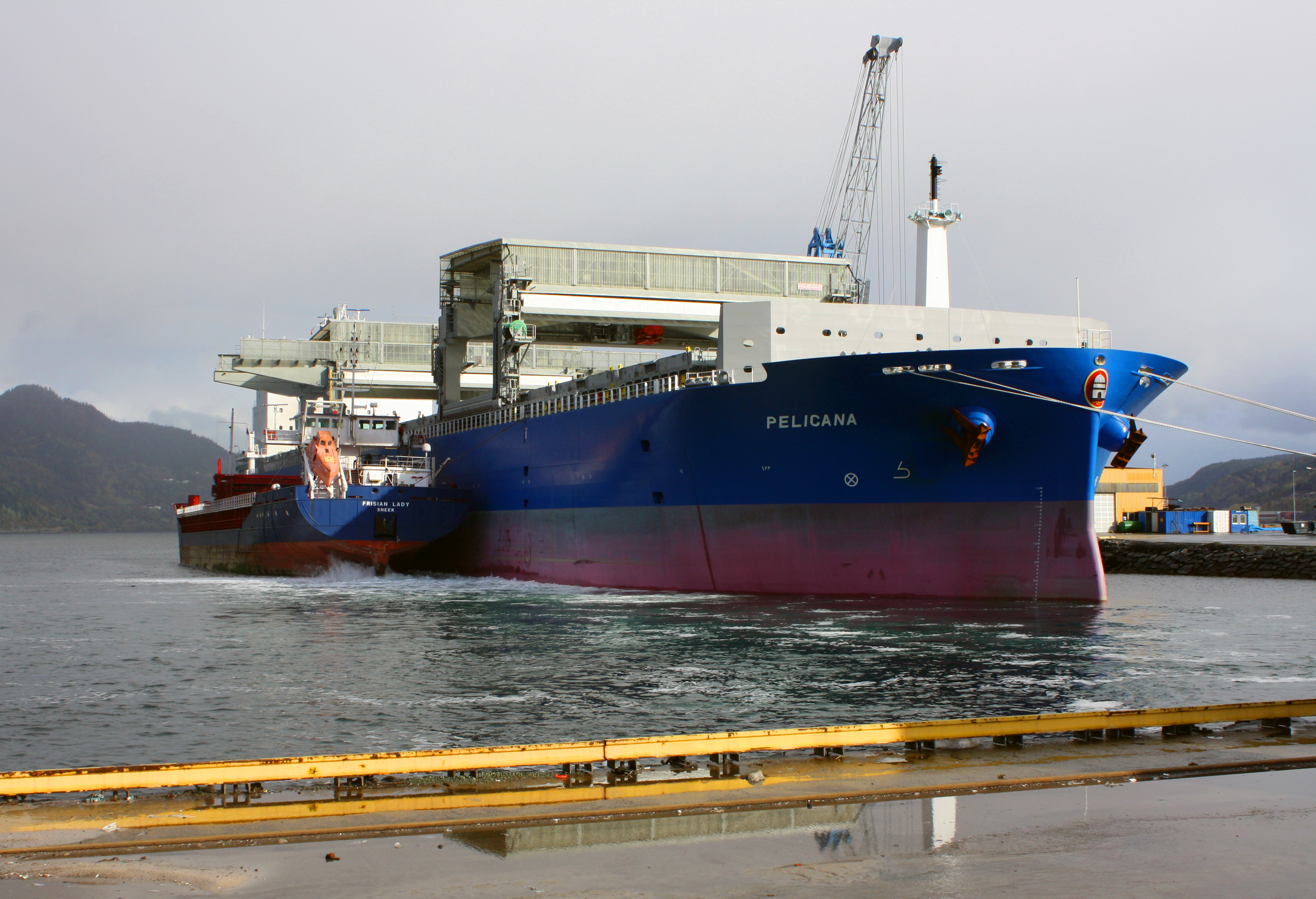
Das Masterbulk-Schiff Pelicana und die Frisian Lady 2009 im Hafen von Trondheim.

Westfal-Larsen & Co. A/S, ist ein norwegisches Schifffahrtsunternehmen.

## Einzelheiten
Das Unternehmen Westfal-Larsen mit Sitz in Bergen wurde 1905 von Hans Peter Westfal-Larsen als Reederei gegründet. Das erste bereederte Schiff war die Hardanger. Westfal-Larsen entwickelte sich in der Folgezeit zur größten Reederei Bergens und zur zweitgrößten in Norwegen.
Die heutigen Unternehmensbereiche sind Schifffahrt, Immobilien, Handel sowie Technologie- und Finanzprojekte. Das Hauptgeschäft sind der Betrieb von Chemikalien- und Produktentankern durch die Tochter Westchart in Bergen und der Betrieb von offenen Mehrzweck-Schüttgutfrachtern durch die Tochter Masterbulk in Singapur. Über Masterbulk ist Westfal-Larsen an der Reederei Star Shipping beteiligt.

## Schifffahrt
Der 2016 gebaute Produktentanker Lindanger fährt als eines der weltweit ersten Schiffe mit dem umweltfreundlichen Treibstoff Methanol. Vier einer Serie von sieben neuen Produktentanker mit Methanol als alternativen Kraftstoff wurden von Hyundai Mipo Dockyard Co., Ltd (HMD) für die norwegischen Reeder Westfal-Larsen und Marinvest gebaut. Die Dual-Fuel-Hauptmotoren vom Typ B&W 6G50ME-9.3 LGIB mit einer Nennleistung von 10.320 kW bei 100/min werden mit Methanol und MGO als Zündöl gefahren. Sie wurden von MAN B&W entwickelt und von der Motoren- und Maschinenbau-Abteilung von Hyundai Heavy Industries gebaut. 